# Achta Mahamat Saleh
Achta Mahamat Saleh est une consultante juridique et sportive tchadienne, diplômée d'un master en droit international des affaires, du commerce et droit fiscal de l'université Bordeaux-IV.

## Biographie
Elle est directrice des affaires juridiques de la Confédération africaine de football,. En 2017 elle est nommée membre du conseil constitutionnel,. Elle est conseillère juridique de l'ambassade du Tchad à Genève.